# Deweyville (Texas)
Deweyville è un census-designated place (CDP) degli Stati Uniti d'America della contea di Newton nello Stato del Texas. La popolazione era di 1 023 abitanti al censimento del 2010.

## Geografia fisica
Deweyville è situata a 30°17′47″N 93°44′58″W (30.296478, -93.749441).
Secondo lo United States Census Bureau, il CDP ha una superficie totale di 29,28 km², dei quali 29,04 km² di territorio e 0,24 km² di acque interne (0,83% del totale).

## Storia

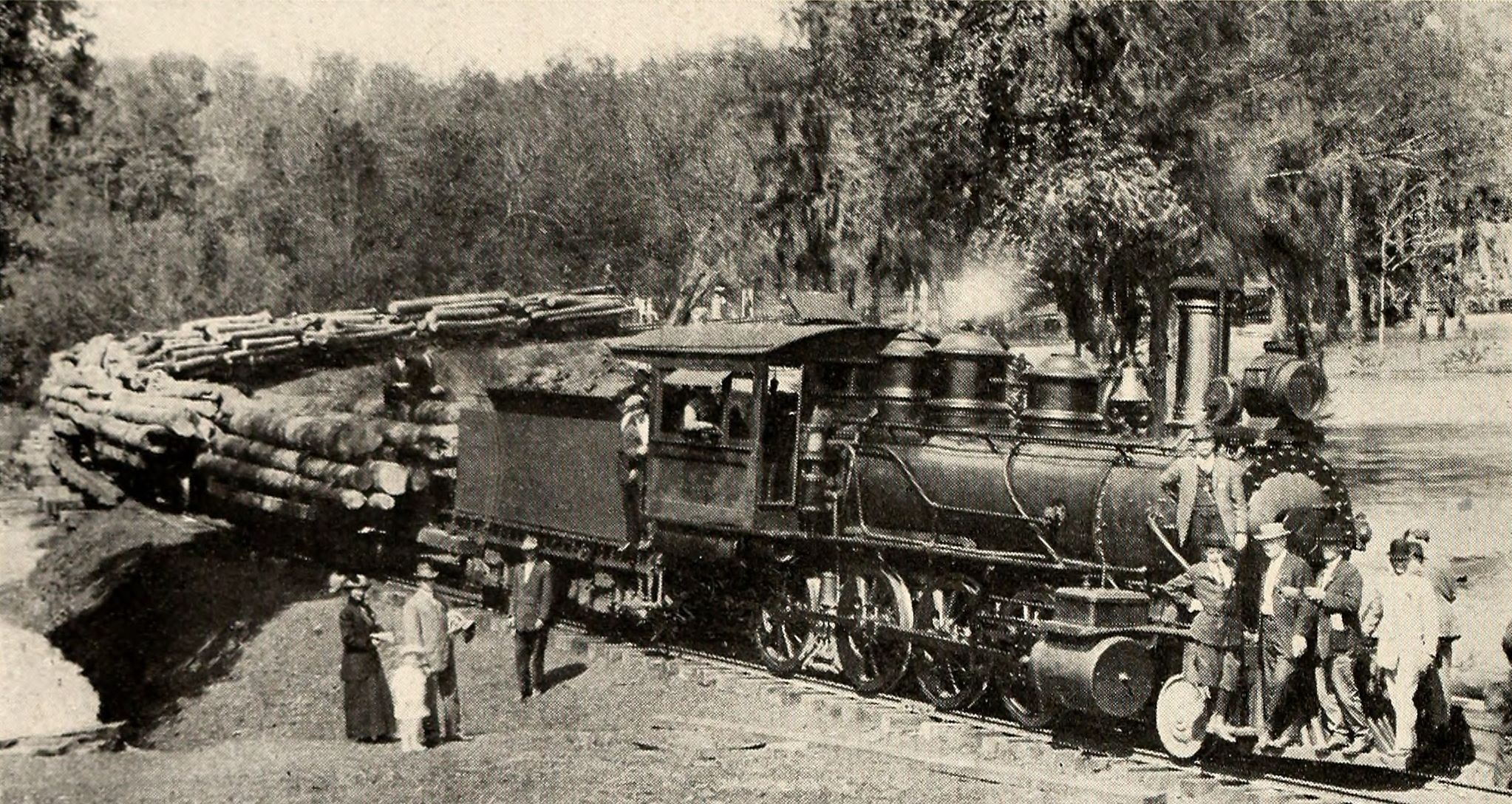
Trasporto del legname alla Deweyville Plant della Sabine Tram Company

## Società

### Evoluzione demografica
Secondo il censimento del 2010, la popolazione era di 1 023 abitanti.

### Etnie e minoranze straniere
Secondo il censimento del 2010, la composizione etnica del CDP era formata dal 94,43% di bianchi, l'1,17% di afroamericani, l'1,47% di nativi americani, lo 0,2% di asiatici, lo 0% di oceanici, lo 0,1% di altre razze, e il 2,64% di due o più etnie. Ispanici o latinos di qualunque razza erano l'1,76% della popolazione.